# 江晨希
（1988年6月22日—），台灣女演員、主持人，是台灣女子歌唱團體Gia成員，後轉戰戲劇圈及主持圈。畢業於臺北市立中山女子高級中學及國立台北大學公共行政暨政策學系。

## 節目錄影
- 八大綜合台《娛樂百分百》
- 中天綜合台《康熙來了》
- 華視《天才衝衝衝》
- 民視《舞力全開》
- 民視《豬哥會社》
- 民視《明日之星》
- 民視《綜藝大集合》
- 民視《新兵進行曲》
- 民視《天天有樂町》
- 民視《我愛看電影》
- 中天娛樂台《給你哈音樂》
- 緯來綜合台《浩角正翔起》
- 中天娛樂台《無間道不道》
- 東森綜合台《電玩快打》
- 中國電視公司《綜藝大哥大》
- 年代MUCH台《今晚誰當家》
- 衛視中文台《麻辣天后宮》
- 東森綜合台《我愛大小姐》
- 東森綜合台《電玩快打》
- 東風衛視台《非關命運》
- Channel V《我愛黑澀棒棒堂》

## 電視劇
| 年 份  | 頻 道      | 劇 名                                  | 角 色    |
| 2011年 | 民視       | 《新兵日記之特戰英雄》                 | 劉卉心   |
| 2012年 | 民視       | 《父與子》                             | 田欣     |
| 2013年 | 民視       | 《廉政英雄－第十七單元：店長的招牌菜》 | 賴筱婷   |
| 2014年 | 大愛       | 《紅塵驛站》                           | 郭育倫   |
| 2014年 | 大愛       | 《美好歲月》                           | 張菁育   |
| 2014年 | 大愛       | 《情牽萬里》                           | 翁娜娜   |
| 2014年 | 大愛       | 《明日天晴》                           | 少女吳盆 |
| 2014年 | 大愛       | 《最美的雲彩》                         | 楊秀玉   |
| 2014年 | 民視       | 《廉政英雄－第二十七單元：蒸發》       | 林祺芳   |
| 2016年 | 三立台灣台 | 《甘味人生》                           | 廖米果   |
| 2016年 | 大愛       | 《家有滿子》                           | 謝怡明   |
| 2016年 | 大愛       | 《我家的方程式》                       | 陳怡瑄   |
| 2017年 | 大愛       | 《奔跑吧！阿飛》                       | 楊純惠   |
| 2019年 | 大愛       | 《程哥懺悔路》                         | 雅婷     |

## 微電影
- 我該去哪裡找尋你的身影
- 情定四重溪
- CATAMONA咖啡形象廣告

## 音樂作品
| 年 份  | 專 輯                   | 發行公司 | 歌 曲                                                                                               |
| 2010年 | 《GIA首張同名迷你專輯》 | 種子音樂 | 夢想家 （页面存档备份，存于）、樂活小姐 （页面存档备份，存于）、別再說不寂寞 （页面存档备份，存于） |

## 節目主持
| 年 份  | 電視台           | 節目名稱         | 備 註                          |
| 2012年 | 民視             | 《感觸日本》     | 第一組前進核災後福島的攝影團隊 |
| 2013年 | 民視／富士电视台 | 《亞洲歌唱大賽》 | 台灣日本韓國印尼跨國音樂比賽   |
| 2013年 | 民視             | 《美鳳有約》     | 黑貓趴趴GO外景主持人           |

## 活動主持
社區夢想家－打造幸福七顆星@新光三越站前廣場

## 外部連結
- 江晨希的Facebook專頁
- 江晨希的Facebook專頁
- 江晨希的新浪微博